# Robert Bernays
Pour les articles homonymes, voir Bernays.
Robert Hamilton Bernays, né dans le village de Stanmore dans le Middlesex le 6 mai 1902 et mort en mer Adriatique le 23 septembre 1945, est un journaliste, écrivain et homme politique britannique mort durant de la Seconde Guerre mondiale.

## Biographie

### Jeunesse et journalisme
Fils du recteur de l'église anglicane du village, il est d'ascendance juive allemande du côté de son père : Son arrière-grand-père est Adolphus Bernays, né en Allemagne et devenu professeur d'allemand au King's College de Londres. Robert Bernays est éduqué à Rossall School (en), public school dans le Lancashire, puis étudie l'Histoire moderne au Worcester College de l'université d'Oxford. Il est membre du club d'aviron de ce collège, et devient président de la société de débat Oxford Union en 1925. Il est par ailleurs membre très actif du Parti libéral à partir de 1919, alors que le parti subit un déclin en raison de ses divisions internes et de la montée du Parti travailliste,,.
Il obtient son diplôme de licence en 1925 et est employé comme journaliste au quotidien libéral le Daily News jusqu'au rachat et à la fermeture de ce journal en 1930. Aux élections législatives de 1929, il est le candidat malheureux du Parti libéral dans la circonscription de Rugby, terminant troisième et dernier derrière le député conservateur réélu et le candidat du Parti travailliste. En 1930 il entame un tour du monde, visitant le Canada, Hawaii, les Fidji, et l'Australie, où il passe trois mois et vit d'articles qu'il rédige en travailleur indépendant pour l'Association de presse australienne. Il passe ensuite six mois en Inde britannique, ayant obtenu une commission pour y rédiger des articles pour le journal News Chronicle,,.

### Député libéral (1931-1936)
Il se présente comme candidat du Parti libéral dans la circonscription de Bristol-nord pour les élections législatives anticipées de 1931. Dans le cadre de la coalition d'union nationale qui rassemble le Parti conservateur, le Parti libéral et l'Organisation travailliste nationale du Premier ministre Ramsay MacDonald dans le contexte de la Grande Dépression, Robert Bernays n'a pas à affronter de candidat conservateur, et ravit la circonscription au député Walter Ayles, du Parti travailliste. Il entre ainsi à la Chambre des communes à l'âge de 29 ans, comme député d'arrière-ban de la majorité parlementaire,,.
Son premier scours à la Chambre, en décembre 1931, porte sur la politique indienne du gouvernement. Il s'y attaque aux positions du député Winston Churchill et du quotidien le Daily Mail qui s'opposent à une transition vers l'autonomie politique de l'Inde. Robert Bernays fait valoir l'accroissement du niveau d'éducation des Indiens, la montée du taux d'alphabétisme, ainsi que le ressentiment de nombreux Indiens contre le conservatisme des politiques coloniales, et le soutien dont bénéficie Mohandas Gandhi. Il exprime lui-même en 1932 son soutien pour Gandhi, emprisonné pour sédition. Cette même année, comme les autres députés du Parti libéral, il condamne les Accords d'Ottawa qui mettent en place au Royaume-Uni une politique commerciale protectionniste accordant la préférence aux importations venues des dominions et des colonies de l'Empire britannique. Lors d'un discours à la Chambre en novembre 1932, il fait valoir que l'accord est contraire à ses propres convictions libérales en matière de libre-échange ; qu'il ne profitera pas aux exportations britanniques puisque les dominions n'aboliront pas leurs droits de douane sur les produits britanniques tandis que les autres partenaires commerciaux du Royaume-Uni (États-Unis, Europe continentale, Argentine...) risquent de les augmenter en représailles ; et que le résultat risque d'être un accroissement du chômage au Royaume-Uni, déjà fortement affecté par ce problème. En 1933, le Parti libéral quitte le gouvernement de coalition dominé par le Parti conservateur, mais Robert Bernays est l'un des rares députés libéraux à choisir de rester sur les bancs de la majorité parlementaire, tout en restant membre du Parti libéral. Durant l'année 1933, il continue à intervenir régulièrement à la Chambre des communes pour appeler à la démocratie et à l'autonomie politique pour l'Inde,.
En 1931 il publie The Naked Fakir, journal de voyage de son temps passé en Inde et de sa rencontre avec Mohandas Gandhi. Le titre de ce livre reprend l'expression « fakir à demi-nu » que Winston Churchill a employée à l'encontre de Gandhi. Il visite l'Allemagne à l'automne 1932, puis se rend plusieurs fois en Allemagne nazie en 1933 et en 1934 comme correspondant du Daily Chronicle. Il tente de rencontrer Adolf Hitler, mais un entretien lui est refusé car il est membre d'un parti dirigé par un juif, Sir Herbert Samuel. Son livre Special Correspondent, publié en 1934, relate les difficultés du Parti libéral, son voyage autour du monde, la situation en Inde, mais aussi et surtout sa perspective sur ce qu'il a vu en Allemagne. Il y décrit la persécution subie par les juifs, et la terreur qu'ils subissent, et exprime « le sentiment d'horreur » qu'il ressent lui-même face au nazisme,,.

### Député national-libéral
Réélu aux élections de 1935, il quitte en septembre 1936 le Parti libéral et devient membre du Parti national-libéral, qui demeure dans le gouvernement de coalition mené par les conservateurs. En 1937 il est nommé secrétaire parlementaire au ministère de la Santé, par le nouveau Premier ministre conservateur Neville Chamberlain. Bien qu'opposé à la politique d'apaisement menée par le gouvernement à l'égard des puissances fascistes en Europe, il est tenu par le principe de solidarité ministérielle à garder le silence à ce sujet, et ses interventions au Parlement portent désormais sur les questions de santé publique. En 1939 il devient secrétaire parlementaire au ministère des Transports, jusqu'à la démission de Neville Chamberlain en mai 1940. Il devient simple député de la majorité du nouveau gouvernement d'unité nationale mené par Winston Churchill,,.

### Seconde Guerre mondiale
Son frère aîné John, lieutenant-colonel dans le 2e bataillon du régiment d'infanterie du Leicestershire, meurt à la guerre en décembre 1941, en Égypte. En 1942 Robert Bernays s'engage comme sapeur dans le corps militaire des Royal Engineers. Cette même année, il se marie ; il aura deux enfants. En janvier 1943 il obtient le grade de second lieutenant.  En janvier 1945, deux avions Beech 18 de la Royal Air Force emmènent une délégation parlementaire visiter les troupes britanniques à Brindisi en Italie. Le second avion fait demi-tour en raison d'une violente tempête de neige. Le premier avion, à bord duquel se trouvent les députés Robert Bernays et John Dermot Campbell, disparaît dans la tempête et n'est jamais retrouvé. Il est supposé s'être écrasé en mer Adriatique. N'ayant pas de sépulture connue, les deux hommes sont commémorés au mémorial du cimetière militaire de Cassino. Ils figurent également parmi les  cinquante-six parlementaires britanniques morts à la Seconde Guerre mondiale et commémorés par un vitrail au palais de Westminster,,.
Le journal intime de Robert Bernays et ses lettres sont publiés dans un recueil à titre posthume en 1996, pour ce qu'ils révèlent notamment de la vie parlementaire des années 1930, sous le titre The Diaries and Letters of Robert Bernays, 1932–1939: An Insider's Account of the House of Commons.